# Robert de Sorbon
Robert de Sorbon (n. 9 octombrie 1201, Sorbon, Champagne-Ardenne, Franța – d. 15 august 1274, Paris, Regatul Franței) a fost un teolog francez, capelanul lui Ludovic al IX-lea al Franței și fondatorul colegiului Sorbona din Paris.

## Biografie
Născut într-o familie săracă în Sorbon, aparținând în momentul de față departamentului Ardennes, Robert de Sorbon a intrat în cadrul bisericii fiind educat în Reims și în Paris. Acesta a fost recunoscut pentru pietatea sa, obținând sprinjinul regelui Ludovic al IX-lea al Franței (Saint Louis). În jurul anului 1251 a devenit preot în Cambrai înainte să fie numit drept preot al Parisului și respectiv duhovnic al regelui în anul 1258.
În jurul anului 1253 Sorbon a început să predea, iar în 1257 a înființat Maison de Sorbonne, un colegiu din Paris care inițial a urmărit predarea teologiei unui număr de douăzeci de studenți săraci. Colegiul a fost finanțat de regele Ludovic al IX-lea și a primit în 1259 aprobare de la papa Alexandru al IV-lea, fiind ajutat de Petru de Limoges. Ulterior s-a dezvoltat, fiind un centru major de studiu și devenind nucleul a ceea ce avea să devină Universitatea din Paris. Sorbon a fost rector al universității, predând și predicând din 1258 și până în anul morții.
Biblioteca Universității din Reims, inaugurată în 2006, îi poartă numele.